# Chùa Xuân Quan
Chùa Xuân Quan (tên chữ là Huệ Trạch tự) còn gọi là Chùa Dàn Xuân Quan là ngôi chùa nằm trong quần thể chùa Tứ pháp nhưng được xây dựng muộn hơn, tương truyền vào khoảng thế kỷ XIII. Chùa nằm ở phường Trí Quả, thị xã Thuận Thành, tỉnh Bắc Ninh.

## Tên gọi
Tên chữ của chùa là Huệ Trạch tự (chữ Hán:惠澤寺), huệ trạch nghĩa là "ân huệ thấm nhuần" ("huệ" là cái ơn, "trạch" là cái đầm nước). Tên gọi này có thể cũng liên quan đến tên làng Đại Trạch (chữ Hán:大澤) ở gần đó, gắn liền với sự tích Thành hoàng làng Đại Trạch là Trần Hồng Hưng cho dựng chùa Xuân Quan và hai làng Xuân Quan và Đại Trạch cùng thờ Pháp Thông Vương Phật.
Chùa còn được gọi là chùa Dàn, gọi tắt từ chùa Dàn Chợ theo tên nôm của làng Xuân Quan (làng Dàn Chợ). Tuy nhiên cách chùa khoảng 800m, cùng xã Trí Quả, có một ngôi chùa nữa tại thôn Phương Quan (làng Dàn Câu) cũng tên là chùa Dàn nên chùa được gọi là Chùa Dàn Xuân Quan hay Chùa làng Xuân Quan để phân biệt.
Trên tấm bia "Xá Lợi Tháp Minh" khắc minh văn chữ Hán cổ nhất Việt Nam đào được năm 2004 gần chùa Xuân Quan còn cho biết tên cổ của chùa là Thiền Chúng tự.

## Lịch sử
Chùa được các nhà nghiên cứu xếp vào quần thể chùa Tứ pháp tại vùng Dâu - Bắc Ninh, tuy nhiên thời điểm xây dựng chùa được xác định muộn hơn bốn chùa kia rất nhiều, tương truyền vào khoảng thế kỉ XIII.
Bia đá ở chùa Đại Trạch (thôn Đại Trạch, xã Đình Tổ) có tên Đại Thánh Pháp Thông Phật phả lục do Hàn Lâm Viện Đông các Nguyễn Bính soạn thời Lê Trung Hưng có ghi lại truyền thuyết về Đại Thánh Pháp Thông Phật và ông Trần Hưng Hồng, là con người vợ thứ hai của Trần Hưng Đạo đã cho dựng chùa Xuân Quan để tạ ơn Phật Pháp Thông phù trợ đánh giặc Nguyên như sau:
Vua Trần Thánh Tông sai ông Hưng Đạo Đại Vương Trần Quốc Tuấn làm đại nguyên súy thống lĩnh ba quân đem quân đánh giặc, Hưng Đạo Vương sai con Trần Hưng Hồng Vương cầm quân tiến về đạo Kinh Bắc. Qua chùa Xuân Quan, Vương có vào làm lễ để xin phù hộ đánh giặc Nguyên.
Làm lễ xong đã chiều, Vương đóng quân tại đấy, Đức An phủ, đến nửa đêm thấy trong chùa sáng rực hương xạ thơm lừng. Thấy một vị tiên nữ từ trên trời đi thẳng xuống, mình mặc áo vàng, đi thẳng vào ngồi ở trước điện nói rằng, Ta là Đại Thánh Pháp Thông Vương Phật, Ngọc Hoàng sai ta coi giữ tứ Pháp trưởng, Phong Vũ chi Thần, làm chủ tể địa phương này. Thấy nước nhà có giặc Nguyên xâm lược, Vua sai quan quân đi đánh, ta nguyện giúp đỡ để thấy rõ sự linh ứng, nói xong thì biến. Ông Trần Hưng Hồng liền vào làm lễ bái tạ, lập tức cử binh tiến đánh. Quân tiến đến cõi giặc, chưa đánh giặc đã tự tan, người cùng tất cả các danh tướng chém được Ô Mã Nhi, từ đó giặc Nguyên không dám xâm chiếm nữa.
Kéo quân thắng trận trở về, viết biểu dâng Vua nói lên sự linh ứng ở chùa Xuân Quan đã có công giúp phá giặc. Vua trần bèn phong sắc chỉ nguyên theo lời tâu phong là Đại Thánh Pháp Thông Vương Phật linh ứng. Sai quan đem sắc chỉ về dâng tế lễ, cho nhân dân tiền để sửa sang tượng Phật phụng sự.
Về sau rất là linh ứng, cầu phong đảo vũ rất là linh nghiệm. cho nên được sắc phong đời đời hương hỏa, cho muôn đời sau không bao giờ dứt, chuẩn cho Phương Lan xã, Xuân Lan thôn, và Đại Trạch xã cùng phụng sự.
Hội Tạ Ân và nghi lễ thờ Trần Hồng Hưng cùng mẹ ngài là Quế Hoa Nương vẫn được duy trì ở làng Đại Trạch và làng Ư Trì (xã Đình Tổ) gần làng Xuân Quan.
Chùa Xuân Quan thực chất là một tổ hợp thờ tự đình - đền - chùa trong cùng một quần thể kiến trúc. Có ba tuyến thờ chính, được bố trí theo ba trục dọc của
di tích: 
- Tuyến giữa là nơi thờ Phật chủ Pháp Thông (Đền)
- Tuyến bên trái (nhìn từ trong ra) là nơi thờ Phật tương tự như tòa Tam bảo ở các ngôi chùa khác (Chùa)
- Tuyến bên phải là nơi thờ Thành hoàng làng (ngài Linh Nại đại vương, một nhân vật thời Hùng Vương) (Đình)

Chùa còn lưu giữ được hiện vật cổ nhất là tấm bia tứ diện, đặt trước cửa chùa, được làm năm Chính Hòa thứ 20 (1699) cho biết việc xây dựng gác chuông và đúc quả chuông lớn của chùa vào thời gian này. Đến nay, cả gác chuông và chuông đều không còn. Ở chỗ gác chuông xưa, nay chỉ còn 5 chân tảng lớn (0,70m x 0,70m). Như vậy, bước đầu có thể biết rằng ít nhất là ở cuối thế kỷ XVII, chùa Xuân Quan đã là một ngôi chùa lớn trong vùng.

## Pháp Thông Vương Phật
Pháp Thông Vương Phật là vị thần chính được thờ tại chùa Xuân Quan. Bia đá Đại Thánh Pháp Thông Phật phả lục ghi lại sự tích Phật Pháp Thông đời Lý Thần Tông như sau:
(...) Lý triều (...) cha truyền, con nối. Truyền Thái Tông, Thánh Tông, Anh Tông, Thần Tông.
Ở đạo Kinh Bắc, Thuận An phủ, Siêu Loại huyện, Phương Lan xã, Xuân Lan thôn. Có một nhà Họ nguyễn tên Ông Thành lấy người trong huyện ở Đại Trạch xã, là Nguyễn Thị Nga làm vợ. Vợ chồng hòa thuận, đẹp đôi vừa lứa, nhưng hiếm vì hơn 20 năm chưa có con.
Vợ chồng Ông Thành đến Sơn Lam Thượng, Ứng Thiên Phủ, Hoài An huyện, Hương Tích động. Thật là một nơi Thiên Nam đệ nhất thắng cảnh, rất linh thiêng, cầu sao được vậy.(...) Lễ cầu Phật xong, nửa đêm hôm ấy, nằm mơ thấy đi qua một dãy nhà cửa, lầu điện nguy nga. Có một người mặc áo xanh tay cầm cành phan dẫn vào một tầng thấy cung điện sáng rực, các quan theo hầu la liệt.(...) Trong lúc vợ chồng Ông Thành bàng hoàng kinh sợ quỳ tại trước bàn, trông thấy tầng trên có một vị quan, đầu đội mũ bách tinh, mình mặc áo hoàng bào, ngồi rất nghiêm chỉnh. Nói lớn bảo rằng, vợ chồng nhà ngươi đã thành tâm làm phúc, thấu đến thiên không. Trời cho một vị tiên nữ tên là Giáng Kiều xuống đầu thai làm con. Biết là giấc mộng tốt, sáng hôm sau, vợ chồng làm lễ tạ trước Phật. Trở về nhà được vài tháng thấy vợ có thai, sau 12 tháng, đến tháng 4 ngày 12 sinh hạ được một người con gái rất xinh, môi hồng má phấn, mắt phượng mày ngài, người thường thật là khó ví. Vợ chống rất mừng, thật sự yêu mến. Chợt nhớ đến điềm mộng trước, không dán đặt tên thường gọi là, đệ nhất Nương Tử.
Đến năm 12 tuổi, cả cha và mẹ đều mất, Nương Tử ở theo dì ở tại Đại Trạch xã.
Đến năm 14 tuổi, dì muốn gả chồng, Nương Tử không nghe từ đó phát tóc xuất gia, trai giới ăn theo Phật. Một ngày nghe tin ở chùa Phật Tích có một vị thiền sư tên là Từ Đạo Hạnh rất là cao tăng đạo đức. Nương Tử xin vào học đạo thiền sư. Nương Tử vốn đã biết trước tất cả những kinh nhà Phật, lên chỉ học trong vài tháng, đã đại tinh thông những tài lạ. Gọi gió, gọi mưa, có phép hay làm, sấm, chớp, biến tướng tàng hình, đi và đến mọi người không thể biết. Thật là một người Nương Tử siêu việt. đạo sỹ, thiền sư rất yêu mếm kính trọng, cho nên Nương tử tự đặt tên là Pháp Thông.
Nương Tử đã học đắc đạo trở về Xuân Lan Thôn, tự mình làm lấy một chùa ở tại đầu thôn để tu ngày đêm, trai giới tụng niệm chân kinh. Xuân Lan, Đại Trạch nội ngoại hai thôn, những người nghèo đều được giúp đỡ. Những người ốm đau điều được cứu chữa, lên nhân dân hai thôn nhớ công đức ấy, quý như mặt trăng, mặt trời, thân như cha mẹ.
Năm ấy ngày 15 tháng 8, Nương Tử tắm rửa sạch sẽ, thay quần áo, thiết lập hương án trước sân, đốt hương cầu khấn tụng niệm chân kinh, đêm mùa thu trời quang trăng tỏ chợt có đám mây đen ở trên đầu hạ xuống một thoáng. Trời đất tối đen mưa gió ào ào, sấm chớp ầm ầm, Nương Tử biến vậy, năm đó Nương Tử 18 tuổi. Nương Tử hóa, chỉ còn quần áo cũ để lại. Nhân dân biết rõ sự việc đều cảm công đức của Nương Tử, bèn đem quần áo cũ của Nương Tử táng tại trong chùa, tạo thần tượng. Tả thần hiệu, viết Pháp Thông Phật. Nhận ngôi chùa đấy để làm đền thờ,

Ngay lúc ấy xã Đại Trạch biết được việc ngài đã hóa, nhớ tới công đức cũng thiết vị tại chùa cứ đến hàng năm tháng tư ngày sinh Phật, nhân dân tới Phương Lan xã, Xuân Lan thôn rước Phật trở về sở tại, để thờ cúng từ đó hai thôn đều phụng sự trở thành lệ thường hàng năm.
Chùa còn giữ sắc phong cho Đại Thánh Pháp Thông Vương Phật năm Khải Định thứ 9 (1924), Vua Khải Định ban nhân dịp Tứ tuần đại khánh:
| “ | Sắc Bắc Ninh tỉnh, Thuận Thành Phủ, Siêu Loại huyện, Phương Quan xã, Xuân Quan thôn, Phong phụng sự Đại Thánh Pháp Thông Vương Phật tôn thần, hộ quốc tí dân, nẫm trứ linh ứng. Tứ kim chính trị, trẫm tứ tuần đại khánh tiết kinh ban bảo chiếu đàm ân, lễ long đăng trật, trứ phong vi túy mục dực bảo trung hưng thượng đẳng thần, chuẩn kỳ phụng sự tương hựu, bảo ngã lê dân. Khâm tai. Khải định cửu niên thất nguyệt, nhị thập ngũ nhật | ” |

Dịch nghĩa:
Sắc cho thôn Xuân Quan, xã Phương Quan, huyện Siêu Loại, phủ Thuận Thành, Phong cúng lễ Đại Thánh Pháp Thông Vương Phật tôn thần, bảo vệ đất nước, che chở nhân dân, nhiều năm linh ứng. Nay đúng dịp Tứ tuần đại khánh (Đại lễ mừng thọ 40 tuổi) của trẫm, ban cấp cho chiếu báu ơn sâu, theo điển lễ được tăng thêm trật, việc đầu tiên là ban ân báu đến muôn nơi, xét công gia phong là "Túy mục dực bảo trung hưng thượng đẳng thần". Chuẩn cho dân làng phụng thờ. Thần hãy gắng bảo vệ, giúp đỡ dân lành.
 
Hãy kính theo lệnh này.

Ngày 25 tháng 7 năm Khải Định thứ 9
Thần tích của làng Xuân Quan còn ghi Pháp Thông Vương Phật là "Trưởng Tứ Pháp" đứng đầu (bốn vị) Tứ Pháp và "làm chủ tể địa phương này".
Trên ban thờ, tượng Phật Pháp Thông được đặt trong một khám mui luyện lớn. Tượng cao 1,10m, đặt trên tòa sen 4 lớp, cao 0,245m. Pháp Thông được tạc trong tư thế ngồi xếp bằng, tay phải đưa về phía trước, tay trái đặt ngửa trên đùi, ở giữa hai lòng bàn tay đều có đính viên ngọc. Khi giải y (bỏ mũ áo trên tượng), sẽ thấy toàn bộ tượng Pháp Thông được sơn phủ màu cánh gián. Trên đầu tượng lộ rõ bộ tóc xoăn, kiểu "Bụt ốc", nhưng thân hình lại là một phụ nữ tuyệt đẹp, cổ cao ba ngấn, trên ngực nổi rõ hai bầu vú nhỏ. Tuy "giải y", nhưng từ thắt lưng trở xuống, tượng vẫn được che phủ bằng cách tạc liền vào thân
mình tượng một chiếc váy, ngang thắt lưng có dây bao, buộc múi ở giữa bụng - y phục này rất giống với các tượng Tứ Pháp ở chùa Dâu, chùa Tướng, chùa Dàn. Theo đó, có thể đoán định tượng được tạc vào khoảng thế kỷ XVII.

## Linh Nại Đại Vương
Linh Nại Đại Vương là thành hoàng làng Xuân Quan, được thờ bên phải (nhìn từ trong ra), trong chùa Xuân Quan. Chùa còn giữ được sắc phong cho thần là Trung đẳng thần cùng năm Khải Định thứ 9 (1924):
| “ | Sắc Bắc Ninh tỉnh, Thuận Thành Phủ, Siêu Loại huyện, Phương Quan xã, Xuân Quan thôn, tòng tiền phụng sự nguyên tặng, diệu cảm mặc phù, chương hiển đôn ngưng, dực bảo trung hưng thành hoàng linh ứng tôn thần, hộ quốc tí dân, nẫm trứ linh ứng, tiết mông ban cấp sắc phong chuẩn hứa phụng sự. Tứ kim chính trị, trẫm tứ tuần đại khánh tiết kinh ban bảo chiếu đàm ân, lễ long đăng trật, trứ gia tặng tĩnh hậu trung đẳng thần. Đặc chuẩn phụng sự dụng chí quốc khánh nhi thân tự điển. Khâm tai. Khải định cửu niên thất nguyệt, nhị thập ngũ nhật | ” |

Dịch nghĩa:
Sắc cho thôn Xuân Quan, xã Phương Quan, huyện Siêu Loại, phủ Thuận Thành, như trước đã phụng thờ và được tặng danh hiệu là Diệu cảm mặc phù chương hiển đôn nghi dực bảo trung hưng thành hoàng linh ứng tôn thần, bảo vệ đất nước, che chở nhân dân, nhiều lần linh ứng, đã từng được ban cấp sắc phong cho được hưởng thờ phụng. Nay đúng dịp Tứ tuần đại khánh (Đại lễ mừng thọ 40 tuổi) của trẫm, ban cấp cho chiếu báu ơn sâu, theo điển lễ được tăng thêm trật, việc đầu tiên là ban ân báu đến muôn nơi, nay tặng thêm mỹ tự là Tĩnh hậu trung đẳng thần. Chuẩn cho dân làng phụng thờ, để ghi nhớ ngày vui của nước được thể hiện ở điển lễ.
 
Hãy kính theo lệnh này.

Ngày 25 tháng 7 năm Khải Định thứ 9

## Kiến trúc
Chùa hiện còn ba tòa nhà chính: tiền đường, thiêu hương và thượng điện. Tòa thượng điện được ngăn cách với khối kiến trúc phía trước bằng một rãnh thoát nước nhỏ, vì thể  cả mái và nền của thượng điện thực ra đã được xây dựng tách riêng với khối kiến trúc phía trước.
- Tòa tiền đường: gồm 5 gian, 2 chái, có quy mô lớn nhất, với chiều dài 19,6m, chiều rộng 7,95m. Nhà xây bốn mái, có tường bao quanh, bốn góc mái là bốn đầu đao cong vút, trên bờ nóc mái có đắp hình lưỡng long chầu nguyệt, ở giữa là ba chức Hán lớn: "Huệ tự Trạch". Bộ khung gỗ lim còn khá chắc chắn, có kết cấu theo kiểu chồng rường - giá chiêng, tiền bảy, hậu bảy. Riêng hai vì giữa, phần khung gỗ phía trên câu đầu và các xà đùi không phải là kết cấu con chồng, mà được thay bằng các mảng cốn để thực hiện các đồ án trang trí trên đó.
- Tòa thiêu hương: gồm 3 gian, kết nối với tòa tiền đường bằng 2 gian ống muống. Bộ khung gỗ của tòa này cũng được làm theo kiểu chồng rường - giá chiêng, nhưng quy mô nhỏ hơn tòa tiền đường.
- Tòa thượng điện: gồm 3 gian, nằm tiếp sau tòa thiêu hương. Đây là tòa nhà có kiểu dáng kiến trúc khá đẹp, theo kiểu nhà chồng diêm 8 mái - 8 góc mái là 8 đầu đao cong thanh thoát, khiến tổng thể công trình như một bông sen lớn, với các cánh sen là những đầu đao đang vươn nở giữa không trung, dâng lên cõi Phật. Phần khung gỗ của tòa này có kết cấu theo kiểu kẻ truyền, đơn giản nhưng khá chắc chắn[2].

Ngoài Tượng Pháp Thông và hai đạo sắc phong, chùa còn hệ thống tượng thờ phong phú cùng nhiều đồ thờ tự và các di vật tiêu biểu là: 30 pho tượng Phật, tượng Đức Thánh Tải (niên đại khoảng giữa thế kỷ XIX), ngai gỗ thời Lê, hai bia đá khắc năm 1679 và 1876, chuông đồng Huệ Trạch tự chung đúc năm 1826 và nhiều đồ thờ tự bằng gỗ, đá, kim loại khác.
Với những giá trị về lịch sử văn hóa và nghệ thuật tiêu biểu, chùa Xuân Quan được Bộ trưởng Bộ Văn hóa, thông tin và thể thao công nhận và xếp hạng là Di tích lịch sử và nghệ thuật cấp Quốc gia từ năm 1992.